# 天国からのエール
『天国からのエール』（てんごくからのエール）は、2011年10月1日に公開の日本映画。

## 概要
沖縄県本部町にある無料の音楽スタジオ「あじさい音楽村」の設立に尽力し、2009年、がんで逝去した仲宗根陽氏の実話を基にした映画。監督は熊沢誓人。主演は阿部寛とミムラ。脚本は尾崎将也とうえのきみこが手掛けた。主演の阿部寛は実在の人物の役作りのため、沖縄方言の練習や本人の衣服を借りたり、臨終シーンの為に3日で7kgの減量を行うなど役作りを行っている。
キャッチコピーは「『本気で叱ってくれた。本気で愛してくれた』 沖縄の小さな弁当屋で生まれた、奇跡の実話」。

## ストーリー
沖縄で小さな弁当屋を営む大城陽（阿部寛）は、彼の店に弁当を買いに来る高校生たちが、バンドの練習をする場所がないことを知り、店のガレージをスタジオにすることに。陽は「挨拶をすること。赤点を取らないこと。人の痛みが分かる人間になること」この3つを条件に無償で場所を提供する。そんな彼を高校生たちは慕うのだが、ある日、陽が病で倒れ…。

## キャスト

### 大城家
大城陽（おおしろ　ひかる）
演 - 阿部寛
生徒の為にスタジオを作る。生徒に対し愛情を持って叱る。
大城美智子（おおしろ　みちこ）
演 - ミムラ
陽の妻。当初は陽の行動に反発していたが、次第に理解を深める。
大城あかり （おおしろ　あかり）
演 - 謝敷玲来
夫婦の娘。
大城千代 （おおしろ　ちよ）
演 - 吉田妙子
陽の母。

### Hi-DRANGEA
比嘉アヤ（ひが　あや）
演 - 桜庭ななみ
リズムギター・ボーカル担当。優しく芯のある女子生徒。
真喜志ユウヤ（まきし　ゆうや）
演 - 矢野聖人
リードギター担当。当初はバンドの3人を馬鹿にしていたが、謝罪し途中参加。
伊野波カイ（いのは　かい）
演 - 森崎ウィン
ドラム担当。バンドのムードメーカー。
仲村キヨシ（なかむら　きよし）
演 - 野村周平
ベース担当。寡黙なバンドマン。

### その他の出演者
- 赤嶺清順 - 田辺啓太
- ミキ - ヒガリノ
- 吉田瑠歌
- 真喜志愛子 - きゃんひとみ
- 玉城たず子
- まーちゃん
- タウン誌の記者 - 前原エリ
- 玉城満
- 田原雅之

### スタッフ
- 監督 - 熊澤誓人
- 原案 - 「僕らの歌は弁当屋で生まれた・YELL」（リンダパブリッシャーズ刊）
- プロデューサー - 真壁佳子、重松圭一、椋樹弘尚
- 脚本 - 尾崎将也、うえのきみこ
- 撮影 - 金子正人
- 美術 - 瀬下幸治
- 編集 - 普嶋信一
- 音楽 - 御供信弘、林祐介
- 音楽プロデューサー - 和田亨
- 音響効果 - 柴崎憲治
- スクリプター - 柳沼由加里
- 照明 - 川邉隆之
- 装飾 - 北村陽一
- 録音 - 矢野正人
- 助監督 - 村上秀晃
- 楽器協力 - 島村楽器、ローランド、オーディオテクニカ
- ロケ協力 - 沖縄フィルムオフィス、本部町 ほか
- 制作プロダクション - ジャンゴフィルム
- 製作 -「天国からのエール」製作委員会（アスミック･エース、関西テレビ放送、ソニー・ミュージックエンタテインメント、ハピネット、リンダパブリッシャーズ、茂田オフィス、読売新聞社）
- 配給 - アスミック・エース

## 主題歌・挿入歌
ステレオポニー「ありがとう」
実際にあじさい音楽村出身によるバンド。